# Croton hibiscifolius
Croton hibiscifolius là một loài thực vật có hoa trong họ Đại kích. Loài này được Kunth ex Spreng. mô tả khoa học đầu tiên năm 1826.